# Keyang Electric
Keyang Electric é uma empresa sul-coreana criada em 1977 e que desenvolve e fabrica ferramentas elétricas e manuais e também motores, Possui fábricas nas cidades de Ansan e Cheonan e sua sede fica em Seul.

## Produtos

### Ferramentas elétricas
- Furadeiras[2]
- Parafusadeiras[2]
- Lixadeiras[2]
- Polidoras[2]
- Serras elétricas[2]
- Chaves de impacto[2]
- Sopradores[2]
- Esmerilhadeiras[2]

### Ferramentas manuais
- Chaves de fenda[2]
- Pistolas de calor[2]
- Martelos[2]

### Ferramentas industriais
- Compressores[2]
- Máquinas de solda[2]
- Lavadoras[2]
- Cortadores de grama[2]

### Motores
- Motores DC[3]